# Spremnost
«Spremnost» (с хорв. — «Готовность») — еженедельная культурно-политическая газета на хорватском языке, существовавшая в период с 1 марта 1942 по апрель 1945 года, и поддерживавшая на своих страницах режим усташей, господствовавших в созданном после вторжения войск «оси» Независимом государстве Хорватия.
«Spremnost», являвшаяся, наряду с газетой «Hrvatski narod», крупнейшим и наиболее распространяемым печатным изданием усташистского режима, была основана с целью сблизить граждан из интеллектуальных кругов Хорватии с правительством Независимого государства Хорватия и его целями. Газета, под руководством её основателя Иво Богдана, успешно справлялась с поставленными усташистским правительством задачами, однако 22 ноября 1942 года кресло главного редактора занял бывший главред газеты «Hrvatski narod» Тиас Мортигьия, стремившийся превратить «Spremnost» в «националистическую, а не партийно-идеологическую газету». Отсутствие в газете любых статей, написанных усташами или их представителями, либеральный подход к авторам, критиковавших на страницах «Готовности» немецкую и итальянскую культуру, а также количественный перевес статей, восхвалявших русскую, английскую и французскую литературу в конце концов стали причиной отставки Мортигьии с поста главного редактора еженедельника и произошедшей 25 декабря 1944 года, его заменой Франьо Невистичем, который до этого назначения занимал пост командира штаб-квартиры усташистского университета.